# スカールベーク
スカールベーク（フランス語: Schaerbeek [skaʁbek] ( 音声ファイル))、スハールベーク（オランダ語: Schaarbeek [ˈsxaːrbeːk] ( 音声ファイル)）は、ベルギー・ブリュッセル首都圏地域を構成する基礎自治体の一つである。スカールベークには「ロバの都市」 (de ezelsgemeente / la cité des ânes) の愛称が付いている。この名前は、スカールベークの人たちがベルギービールの一種であるクリーク (Kriek) の原料となるスミミザクラを栽培しブリュッセルの市場にロバに乗って運んでいた時代を想起させる事から来ている。
「ダウンタウン・スカールベーク」は大規模なトルコ人移民のコミュニティが形成されており、とくにアフヨンやエルミダー出身の者が多い。また、モロッコからの移民も多い。「アップタウン・スカールベーク」は今日では、ブリュッセル国際空港に近いことや、高速道路でブリュッセルの金融街や欧州連合機関へのアクセスが良いことから、富裕層や欧州連合関係者の場所となっている。若いカップルには郊外部のノッティングヒル "Notting Hill" が、不動産取得に関してまだ手頃であること、雰囲気がよいことから好まれている。

## 歴史
スカールベークでの人間の活動が開始されたのは、ヨザファト峡谷での火打石の発見から石器時代と推定されている。2世紀頃のハドリアヌス治世時のコインや墓地もあり、また古代のローマ街道もスカールベーク地方を通っていたことが分かっている。スカールベークの地名が法的文書に初めて登場するのは1120年にカンブレー司教がスカーレンベッカとエヴェルナの教会の管理をソワニェの教会法によって与えられた時である。政治的にはブラバント公国の一部で、1301年にブラバント公はスカールベークをブリュッセルの市参事会員によって管理させた。
長らくスカールベークは平和な村として時を過ごしてきたが、16世紀中ごろの宗教改革時に変化が訪れる。スカールベークは2世紀にわたり、12回の破壊と影響に苦しめられた。1570年代、ウィレム1世の傭兵によるフェルナンド・アルバレス・デ・トレドの戦いから始まり、その後もスペイン、フランス、イギリス、バイエルンなどの軍隊がスカールベークにやって来て強要を行った。
フランス革命後、スカールベークはブリュッセルから離れ、自前の市長、議員、市議会を持つ独立したコミューンを宣言し定めた。ベルギー独立革命が起こった時期の1830年9月27日にヨザファット峡谷でも革命軍とオランダの軍隊との間で戦いが起こった。1879年、モダンな聖セルヴァティウス教会が古い教会のそばに建てられたが、1905年に取り壊された。市庁舎とスカールベーク駅がそれぞれ、1887年と1902年に建てられている。

## 観光
- スカールベークには多くのアール・デコやアール・ヌーヴォーの建物がある。
- 市庁舎　1887年にレオポルド2世によって建てられた。
- ヨザファット公園　レオポルド2世によって1904年に作られた公園。
- The Clockarium（時計博物館）　近くにはビール博物館や機械式オルガン博物館がある。

## 交通
- スカールベーク駅

## ゆかりの人物
- ジャック・ブレル シャンソン歌手
- ナターシャ・アトラス 歌手
- ポール＝アンリ・スパーク 政治家
- ルネ・マグリット 画家
- クリストフ・スミヨン 騎手

など

## 姉妹都市
- ベルギー ウッファリーズ
- モロッコ アル＝ホセイマ
- トルコ ベイオール (Beyoğlu)